# テルビナフィン

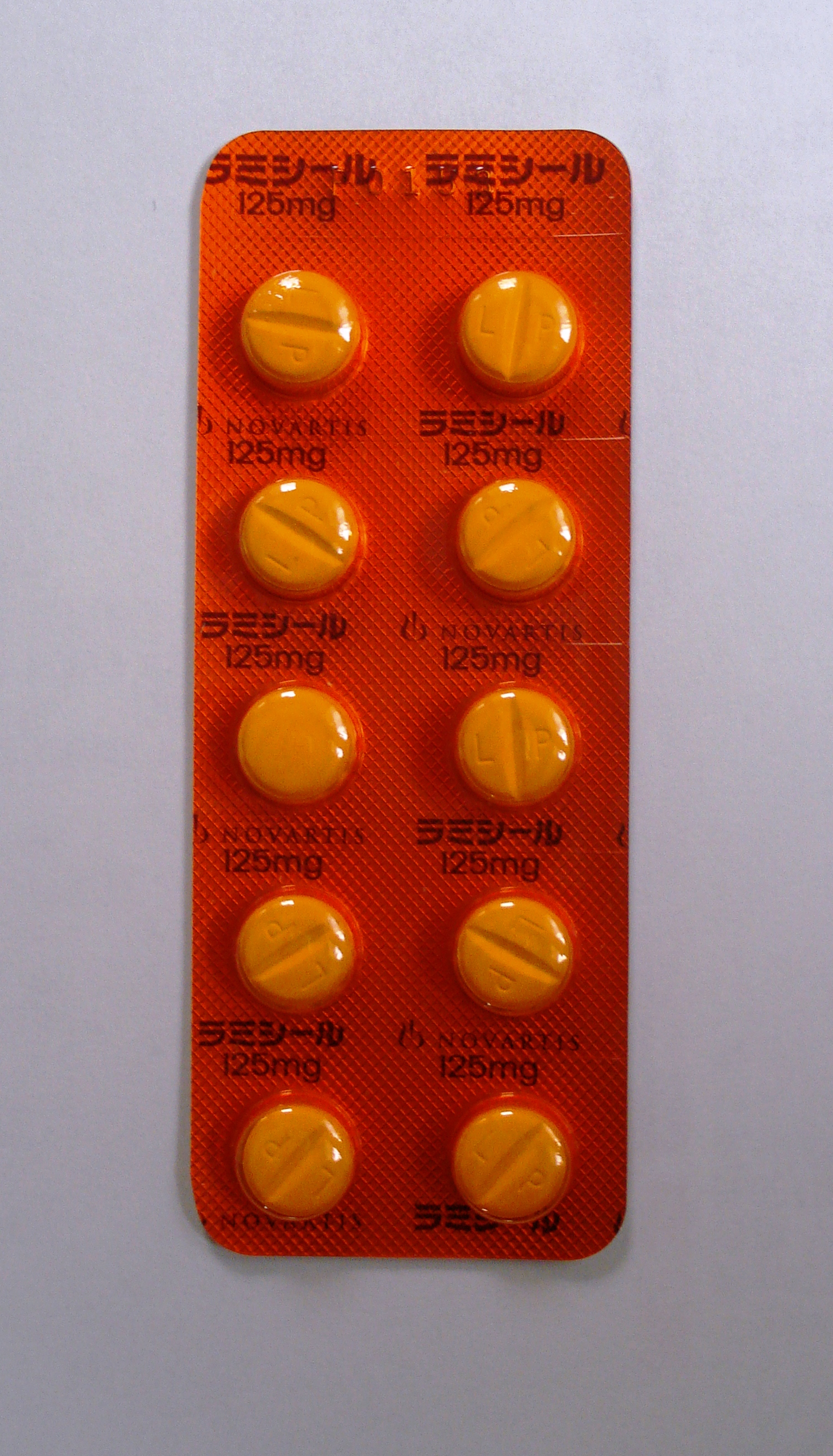
ラミシール 125mg錠

テルビナフィン（terbinafine）は、抗真菌薬として用いられる有機化合物の一種。においはない。酢酸、メタノールに溶けやすくジエチルエーテルに溶けにくい。商品名ラミシール。従来の抗真菌薬と比較して1日1回の塗布で済む。

## 歴史
スイスのサンド（現ノバルティス）によって開発された。
日本国内では1993年7月にアリルアミン系抗真菌薬としてはじめてラミシールという商品名でクリーム剤が承認され、1997年7月には錠剤が承認された。さらに2004年には一般用医薬品として第一三共ヘルスケア（当時の三共）から「ラミシールAT」として発売され、大ヒットした。しかし、2007年1月からは製造元のノバルティスファーマに商標を返還、ノバルティスのOTC部門日本進出における旗頭となった（2015年3月にグラクソ・スミスクラインのコンシューマー・ヘルスケア事業との統合によりグラクソ・スミスクライン・コンシューマー・ヘルスケア・ジャパン(現在のHaleonジャパン)へ移行し、2024年11月からは日本での製造販売承認が全薬工業へ承継される）。また、同年には小林製薬が「タムシール」（製造終了済）、ロート製薬の「メンソレータムエクシブ」などに同成分を配合、2008年からは大正製薬が「ダマリングランデ」を発売している。
医療用医薬品についても2016年にノバルティスファーマからサンファーマへ製造販売承認が承継されている。

## 適応
皮膚糸状菌、カンジダ属、スポロトリックス属、ホンセカエア属による皮膚真菌症（スポロトリコーシスや爪白癬など）に用いられる。
ただし、錠剤は外用抗真菌剤で治療が困難な場合にのみ経口投与する。薬物相互作用としてCYP2D6を阻害する。
警告表示に重篤な肝障害について記載され定期的な肝機能検査、血液検査が必要となる。投与中に肝障害（肝不全・肝炎・黄疸など）や血液障害（汎血球減少・無顆粒球症など）が現れ死亡に至った例もあることから、投与前と投与中には肝機能検査や血液検査が必要とされる。

## 用量・用法
外用薬は、1日1回患部に塗布する。
錠剤は、通常1日 125mg を初期用量として、1日1回 食後に経口投与する。年齢や症状に応じて適宜減量する。

## 種類
- 錠剤:125mg
- クリーム:1%
- スプレー:1%
- 外用液:1%